# چک (درمیان)
چک روستایی در دهستان میاندشت بخش مرکزی شهرستان درمیان استان خراسان جنوبی ایران است. بر پایه سرشماری عمومی نفوس و مسکن در سال ۱۳۹۰ جمعیت این روستا ۲۰۱ نفر (در ۶۴ خانوار) بوده‌است.
اهالی این روستا شیعه اثنی عشری هستند . 